# 西科斯基 S-434
西科斯基 S-434是一款由西科斯基研製的輕型直昇機。

## 發展
S-434原型機於2008年12月18日在紐約州霍斯黑茲首飛。S-434 由S-333演變而來，並具有為MQ-8火力偵察兵無人機開發的許多功能。它與S-333用有相同的駕駛艙佈局，為機組人員提供了非常好的視野和操控性能。
2009年6月15日，西科斯基宣布向沙烏地阿拉伯內政部交付總共9架中的首批兩架S-434。

## 外部連結
维基共享资源上的相關多媒體資源：西科斯基 S-434